# جان تیرنی

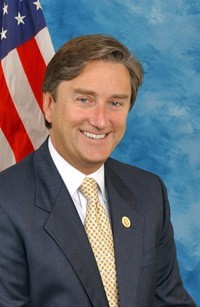
جان تیرنی

جان تیرنی (به انگلیسی: John Tierney) نمایندهٔ حوزه انتخابیه ششم ماساچوست از حزب دموکرات ایالات متحده آمریکا در مجلس نمایندگان ایالات متحده آمریکا است که برای نخستین‌بار در ۲۰ ژانویه ۱۹۹۷ میلادی به‌عضویت این مجلس درآمد.